# Jeux d'Asie du Sud-Est de 1977
Navigation
Édition précédente Édition suivante
La neuvième édition des Jeux d'Asie du Sud-Est s'est tenue du 19 au 26 novembre 1977 à Kuala Lumpur en Malaisie. La compétition, qui se nommait auparavant Jeux de l'Asie du Sud-Est péninsulaire, accueille pour la première fois des athlètes d'Indonésie, des Philippines et de Brunei.

## Pays participants
La compétition a réuni des athlètes provenant de sept pays. Brunei, alors sous protectorat britannique, l'Indonésie et les Philippines participent pour la première fois. La Birmanie, Singapour et la Thaïlande sont également représentés, comme à chaque édition des Jeux d'Asie du Sud-Est depuis leur création en 1959. Enfin la Malaisie organise l'événement pour la troisième fois, après les éditions de 1965 et 1971.
L'introduction de nouveaux pays permet de faire face au désistement de pays fondateurs de la Fédération des Jeux de l'Asie du Sud-Est péninsulaire. En effet le Cambodge, sous régime khmer rouge, le Laos et le Viêt Nam sont une nouvelle fois absents.
Tous les pays participants ont obtenu au moins une médaille. Pour sa première participation, l'Indonésie termine en tête du tableau des médailles.
| Rang | Nation      | Or | Argent | Bronze | Total |
| ---- | ----------- | -- | ------ | ------ | ----- |
| 1    | Indonésie   | 62 | 41     | 34     | 137   |
| 2    | Thaïlande   | 37 | 35     | 33     | 105   |
| 3    | Philippines | 31 | 30     | 30     | 91    |
| 4    | Birmanie    | 25 | 42     | 43     | 110   |
| 5    | Malaisie    | 21 | 17     | 21     | 59    |
| 6    | Singapour   | 14 | 21     | 28     | 63    |
| 7    | Brunei      | 0  | 0      | 3      | 3     |

## Sports représentés
18 sports sont représentés. Le seul changement par rapport à l'édition précédente est le remplacement de la voile par le tir à l'arc :
- Athlétisme
- Badminton
- Basket-ball
- Boxe
- Bowling
- Cyclisme
- Football
- Haltérophilie
- Hockey sur gazon
- Judo
- Natation
- Rugby à XV
- Sepak Takraw
- Tennis
- Tennis de table
- Tir
- Tir à l'arc
- Volley-ball